# Edward Everett Hale
Pour les articles homonymes, voir Hale.
Ne doit pas être confondu avec Edward Everett.
Edward Everett Hale, né à Boston le 3 avril 1822 et mort dans la même ville dans le quartier de Roxbury le 10 juin 1909, est un écrivain et pasteur unitarien américain,.

## Biographie
En mars 1840, à Boston, Edward Everett Hale, étudiant à la Harvard Divinity School, assiste à une conférence donnée par Francis Fauvel Gouraud à propos du dispositif daguerréotype, une nouveauté à l'époque.
En 1852, il épouse Emily Perkins de la Beecher family (en), il est l'oncle de l'écrivaine Charlotte Perkins Gilman,.

## Publications
- Kansas and Nebraska (1854)
- If, Yes, and Perhaps (1868)
- The Ingham Papers (1869)
- Sybaris and Other Homes (1869)
- His Level Best, and Other Stories (1872)
- In His Name, roman (1873)
- Franklin in France, biographie, avec son fils Edward Jr. (1887-1888)
- East and West, roman (1892)
- New England Boyhood, mémoires (1893)
- James Russell Lowell and His Friends (1899)
- Memories of a Hundred Years (1902)